# Kruszewo (obwód Gabrowo)
Kruszewo (bułg. Крушево) – wieś w środkowej Bułgarii, w obwodzie Gabrowo, w gminie Sewliewo. Według danych Narodowego Instytutu Statystycznego, 31 grudnia 2011 roku wieś liczyła 528 mieszkańców. Święty sobór w Kruszewie odbywa się corocznie 22 listopada.

## Położenie
Miejscowość znajduje się 6 km od Sewliewa. Usytuowany w Kruszewskiej płaninie.

## Historia
Z Kruszewa pochodzi wielu partyzantów, którzy zacięcie walczyli z okupantem tureckim m.in.: Nenko Ilew, Bonczuk ,Wyłczo Cankow, Charałan Dimow oraz Miczo Ermenow – więzień za uczestnictwo w zamachu stanu na Todora Żiwkowa.